# Lina Ghotmeh
Lina Ghotmeh (née le 2 juillet 1980) est une architecte d'origine libanaise et la fondatrice de Lina Ghotmeh – Architecture, basée à Paris, France.
Ayant grandi à Beyrouth, elle développe une posture architecturale distinctive inspirée par les concepts de renaissance et de renouvellement, utilisant des matériaux naturels et des techniques de construction traditionnelles,,,. Son travail est célébré pour sa sensibilité à l'histoire et à la matérialité, établissant des liens entre les communautés passées et présentes, œuvrant à créer une architecture durable et inclusive.
Le travail de Lina Ghotmeh se caractérise par sa durabilité et sa réponse contextuelle, alliant innovation dans l'utilisation des matériaux à des recherches historiques et environnementales. Son approche est également reconnue comme "humaniste" célébrant le travail manuel dans le processus architectural. Parmi ses projets notables figurent l'usine de fabrication Hermès en Normandie, la tour Stone Garden à Beyrouth, le futur Musée d'Art Contemporain AlUla en Arabie Saoudite et le Musée National Estonien primé construit en 2016 à Tartu, Estonie. En 2023, Lina Ghotmeh est devenue la quatrième femme architecte à concevoir le pavillon annuel de la Serpentine, après Zaha Hadid en 2000.
Elle a reçu de nombreux prix, notamment le Prix d'Architecture Schelling 2020 décerné à l’innovation dans le domaine de l'architecture. Ce prix a été précédemment décerné à des lauréats tels que Diébédo Francis Kéré, les architectes SANAA et Peter Zumthor. En 2023, elle a été honorée par le Prix d'Architecture et de Design, Great Arab Minds 2023 par l'initiative Great Arab Minds, également connu sous le nom de Prix Nobel arabe, attribué par les Émirats arabes unis.

## Biographie

### Jeunesse et Éducation
Lina Ghotmeh est née en juillet 1980 à Beyrouth. Fille d'un entrepreneur du bâtiment, libanais et d'une mère enseignante en art, libanaise. Sa famille est issue de la communauté maronite.
Lina Ghotmeh a obtenu sa licence d'architecture à l'Université américaine de Beyrouth en 2003. Pendant sa troisième année en tant qu'étudiante en architecture, elle a reçu la bourse Fawzi W. Azar et le Prix Areen pour son projet de diplôme. En 2001, elle quitte le Liban pour effectuer un stage à Paris aux Ateliers Jean Nouvel, où elle a travaillé sur la tour de Doha au Qatar. Après avoir terminé ses études en 2003, elle retourne à Paris pour travailler avec Jean Nouvel, avant de collaborer Norman Foster de Foster and Partners à Londres. En 2005, à Londres, Lina Ghotmeh a travaillé sur la conception du Musée National Estonien avec les architectes Dan Dorell et Tsuyoshi Tane, établissant le cabinet Dorell Ghotmeh Tane/Architects (DGT), en 2006  après avoir remporté le concours du musée. Le musée, achevé en 2016, a été nommé pour le Prix d'Architecture Contemporaine de l'Union Européenne Mies van der Rohe et a remporté le Grand Prix AFEX 2016, décerné tous les deux ans pour des bâtiments significatifs dans le monde construit par des architectes français.
Entre 2007 et 2015, Lina Ghotmeh a enseigné l'architecture en tant que professeur associé à Paris à l'École spéciale d'Architecture, une école privée,,, tout en obtenant son Master en architecture et son habilitation (HMONP) dans cette même école, avant la fondation de son agence,.

### Carrière
En 2016, Lina Ghotmeh a fondé son cabinet d'architecture éponyme, Lina Ghotmeh — Architecture, à Paris dans le 11e arrondissement. Ses premières recherches et travaux comprennent une installation investigation à la première Triennale d'Architecture de Sharjah, où elle a exploré la réintroduction dans les formes contemporaines des cours urbaines de Sharjah, une installation pour une chambre d’hôtel zéro carbone dans le cadre de l'exposition Hotel Metropole au Pavillon de l'Arsenal à Paris, et le restaurant Les Grands Verres au musée d'art contemporain Palais de Tokyo de Paris, primé meilleur design de l‘année 2017 par le Fooding. Pour le Palais de Tokyo, dévoilé en 2017, Lina Ghotmeh a choisi des surfaces naturelles perpétuant l'esprit durable, notamment un bar de 13 mètres fabriqué à partir de terre compactée, selon le Wall Street Journal.
En 2020, l'architecte a achevé une tour sculpturale à Beyrouth, Stone Garden. Le bâtiment a été récompensé par le Dezeen Project of the Year en 2021. Des ouvertures béantes à travers le volume de ce bâtiment accueillent la végétation, "transformant les cicatrices en moments de vie", comme l'a expliqué Lina Ghotmeh au journal The National. Stone Garden est son premier projet architectural dans sa ville natale de Beyrouth, conçu pour refléter la résilience et  à la vaste histoire de la ville, qui a été habitée, détruite, colonisée et reconstruite à travers les siècles. Le bâtiment a résisté à l'explosion d'août 2020 qui a détruit une grande partie de Beyrouth.
En 2021, Lina Ghotmeh a dévoilé une version maquette de Stone Garden de  près de 2 mètres pour la Biennale d'Architecture de Venise. "Ce mélange d'éléments fait référence à l'histoire du Liban faite de guerres et de violences tout en créant une communauté (ou, comme l'a dit Mme Ghotmeh, 'orchestrant la vie'), célébrant et favorisant l'artisanat local, et encourageant la vie en plein air, la nature et un sentiment d'espoir et de guérison", selon le New York Times. La maquette a ensuite été exposée au MAXXI de Rome dans le cadre de l'exposition Good News Women in Architecture, aux côtés des œuvres de Zaha Hadid et Kazuyo Sejima, et au Cooper Hewitt, Smithsonian Design Museum de New York pour l'exposition Designing Peace, actuellement présentée à San Francisco au Museum of Craft and Design.
En 2022, Lina Ghotmeh a été nommée architecte du 22e Serpentine Pavilion. Le pavillon a été dévoilé aux Kensington Gardens à l'été 2023. Il a été construit en bois, de forme circulaire, et se caractérise par une assemblée de type majlis (salons assis traditionnels arabes) pour encourager la convivialité. Il est conçu pour être entièrement démontable et réutilisable.
La même année, Lina Ghotmeh a également livré avec son atelier, la manufacture Hermès en Normandie, en France. Un bâtiment qui ravive le matériau de construction traditionnel de la région, la brique,. "Non seulement la brique est un matériau local, mais elle est fabriquée à la main et dimensionnée pour un usage manuel, de sorte que sa présence dans l'architecture reflète l'empreinte de la main dans la fabrication artisanale d'Hermès", a déclaré Lina Ghotmeh à Architectural Record. Le projet est le premier bâtiment de manufacture à faible émission de carbone et énergétiquement positif en France,.
Lina Ghotmeh conçoit fréquemment ses projets avec des matériaux naturels d'origine biologique et géologique, tels que la pierre, le sable et le bois. Elle adopte une approche réfléchie axée sur l'écologie, le renouvellement et la durabilité en ce qui concerne l'environnement bâti. Son atelier mène un projet de tour en bois à Paris, Réalimenter Masséna, lauréate de l'appel à projets innovants initié par la maire Anne Hidalgo. Lina Ghotmeh construit également des logements à faible émission de carbone pour le village des athlètes des Jeux olympiques de 2024 à Paris.
En 2023, le futur Musée d'Art Contemporain en Arabie Saoudite (AlUla) est également conçu par Lina Ghotmeh dans l'ancienne oasis arabe d'Al-'Ula, au nord-ouest de l'Arabie Saoudite. Pensé comme une série de pavillons nichés dans un environnement luxuriant.

### Enseignement
Lina Ghotmeh a donné des conférences dans les universités les plus prestigieuses du monde et est membre professeur nommée de l'Académie Internationale d'Architecture (IAA). Elle occupe la position d'enseignante Kenzo Tange Design Critic 2024 à Harvard. En 2021, Lina Ghotmeh était professeur invité en design architectural à l'École d'Architecture de Yale et titulaire de la chaire Gehry 2021-22 à l'Université de Toronto, Canada.
Elle a présenté publiquement ses recherches et son travail dans plusieurs universités notables, notamment au Massachusetts Institute of Technology (MIT) et à la Harvard Graduate School of Design (GSD) à l'automne 2023,. La même année, Lina Ghotmeh a présenté à l'Architectural Association School of Architecture de Londres (AA), Sensitive Spaces, mettant en avant l'utilisation de la recherche historique par sa pratique pour une architecture connectée à son passé et avant-gardiste dans sa durabilité.
Lina Ghotmeh copréside l'initiative RST ARCHES de l'Union Européenne pour faire progresser l'innovation scientifique et architecturale ainsi que la recherche dans des climats extrêmes. La fondation est administrée par l'École Nationale d'Architecture de Strasbourg (ENSAS) et son laboratoire commun avec l'Institut National des Sciences Appliquées (INSA) de Strasbourg.
Elle a également été membre du jury de concours tels que l'AR House 2023 Architecture Review Award et le Prix Aga Khan pour l'Architecture 2022.

## Projets majeurs

### 2023
- Musée d'art contemporain AlUla, Arabie saoudite (en cours)[61]
- Ateliers Hermès en Normandie, France[62]
- Pavilion Serpentine, Londres, Royaume-Uni[63],[64]

### 2022
- Musée PHI Contemporain, Québec, Canada[65] (projet conceptuel)

### 2021
- Stone Garden, Résilience vivante : Archéologie du futur, 17e Biennale Architettura, Venise, Italie[66]
- Musée d'art Sara Hildén, Tampere, Finlande[67] (projet conceptuel)
- Musées Shenzhen Antuo Hill, Shenzhen, Chine[68] (projet conceptuel)

### 2020
- Logements du Stone Garden et centre d'études sur le Moyen-Orient, Beyrouth, Liban[69]

### 2019
- "Wonderlab" exhibition, Beijing, China [70]
- Hôtel Metropole, « Chambre à faibles émissions de carbone », Paris, France[71]
- The Okura Tokyo Hôtel – Installation, Tokyo, Japon [72]
- Réhabilitation urbaine de Montparnasse, Paris, France avec Rogers Stirk & Partners[73] (en cours)

### 2018
- Boutique Patrick Roger, Paris, France[74]
- Exposition "Wonderlab", Tokyo, Japon[75]
- Archive du Musée de la Collection Saradar, Mar Chaaya, Liban[76] (en cours)
- Musée de la Révolution de la Dignité, Kiev, Ukraine[77] (projet conceptuel)
- « Into the Vines », Hôtel Vignoble, Kefraya, Libye[78] (en cours)
- Exposition Wazanova, Arita, Japon[79]
- « Voyage Voyage(urs) » Exposition de sculptures P. Roger à 21_21 Design Sight, Tokyo, Japon[80]

### 2016
- Réalimenter Masséna, Réinventer Paris, France[81] (en attente)
- Restaurant Les Grands Verres, Palais de Tokyo, Paris, France[82]
- Musée national estonien, Tartu, Estonie avec DGT[83]

### 2015
- Une maison pour Oiso, Oiso, Japon, avec DGT[84]

### 2014
- Hokusai, au Grand Palais, Paris, France, avec DGT[85]

## Prix et récompenses

### 2023
- Grands Esprits Arabes, Prix d'Architecture et de Design[86]
- Prix du Design Français 100 – Pavillon Serpentine[87]
- Prix OPAL – Lauréat, Design Architectural, Historique[88]
- Architecte de l'année présélectionné par Dezeen [89]
- Nommé pour l'Equerre d'Argent – Lieux d'activité[90]
- AD 100 Italia[91]
- AD 100 Moyen-Orient[92]
- AD100 États-Unis [93]

### 2022
- Prix du Design Français 100 [94]

### 2021
- Professeur à l'Académie IAA[95]
- Réseau Scientifique des Arches RST[96]
- Prix Dezeen du Meilleur Projet d'Architecture de l'Année, Stone Garden[69]

### 2020
- Prix d'Architecture Schelling[97]
- Prix Tamayouz, Femme de l'Année[98],[99]

### 2019
- Prix Pierre Cardin de l'Académie des Beaux-Arts Française[100]
- Prix World Architecture News[101]
- Nommé pour les Moira Gemmill Women in Architecture Awards 2019[102]

### 2018
- Nommé aux Dezeen Awards 2018[103]
- Prix du Design Français 100[104]

- Musée Européen de l'Année 2018[105]
- Prix Européen de l'Architecture et du Design 40/40[106]

### 2017
- Le Fooding Guide Awards 2018[107]

### 2016
- Académie d'Architecture Française, Médaille d'Argent du Prix Dejean[108]
- Grand Prix AFEX, Musée national estonien[109]
- Nommé pour le "Prix Rolex Mentor and Protégé Arts initiative"